# دنیاگیری کووید-۱۹ در اکوادور
دنیاگیری کووید-۱۹ در اکوادور بخشی از دنیاگیری بیماری کروناویروس ۲۰۱۹ در جهان است. اولین مورد تأیید شده در اکوادور در ۱۴ فوریه ۲۰۲۰ در شهر گوایاکیل اعلام شد.